# جون إف. وليامز (سياسي)
جون إف. وليامز هو سياسي أمريكي، ولد في 1885، وتوفي في 2 يناير 1963. نشط حزبياً في الحزب الجمهوري. وقد انتخب عضو مجلس ولاية نيويورك ‏.